# Jean-Étienne Guettard
Jean-Étienne Guettard, né le 19 septembre 1715 à Étampes et mort le 6 janvier 1786 à Paris, est un naturaliste, botaniste, géologue, minéralogiste et médecin français.
Il est le pionnier de la cartographie géologique, et le premier à publier un article scientifique consacré au volcanisme des monts d'Auvergne (les puys).
Il est aussi le premier à décrire les encrinites.
La découverte de fossiles sous les éjectas du puy de Dôme le conduit aussi à remettre en cause la chronologie déduite de l'Ancien Testament. 
Il utilise l'anatomie comparée, qui ouvre la voie à un ensemble de découvertes : la parenté entre fossiles et formes actuelles, l'existence d'une faune diverse enfouie sous la surface des océans et l'immense fécondité de la biologie comparative.

## Biographie

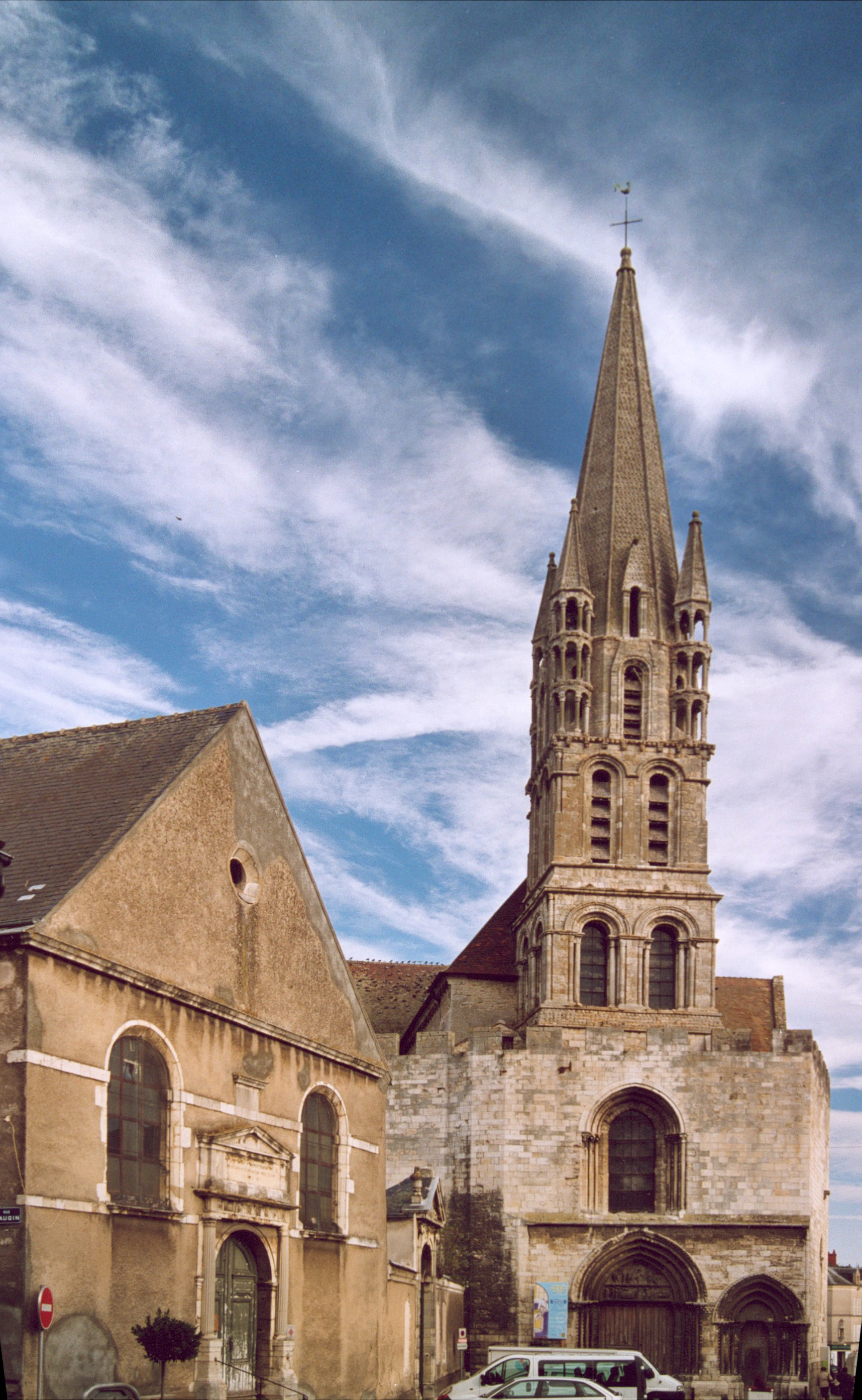
Collégiale Notre-Dame-du-Fort d'Étampes, lieu de son baptême.

### Famille
La famille Guettard est une des plus anciennes familles d'Étampes : on trouve fréquemment des membres de cette famille remplissant des emplois publics ou des fonctions municipales dans la ville. Le grand-père paternel de Jean-Étienne, Jean Guettard, est marchand et trésorier de la collégiale Notre-Dame-du-Fort d'Étampes : la famille est très religieuse et proche de l'Église catholique ; époux de Marie Vallerand, il est officier du duc d'Orléans. Le grand-père maternel, François Descurain, né en 1658 à Étampes, est médecin-apothicaire ; il acquiert une renommée de botaniste et bénéficie de relations avec d'illustres contemporains, dont les frères Jussieu ; il est très admiré par son petit-fils, auteur d'une biographie sur lui,.
Il a une sœur aînée, Marie Françoise (1713-1789), mariée à un sieur Crécy et qui a deux filles : Félicité Romaine Crécy mariée à Nicolas Duchene (receveur de l'apanage du duché d'Orléans), qui a pour fille Marie Françoise Catherine Crécy ; et Jeanne Crécy, non mariée en 1786. Il a aussi un frère, Jacques Guettard - dit dans son testament « de Gondreville » - (supercargue des vaisseaux de l'Inde) ; et un frère cadet, Pierre (1717-?).

### Vie
Jean-Étienne Guettard naît le 19 septembre 1715 à Étampes. Il est le fils de Jean Guettard, marchand épicier et marguillier de la collégiale Notre-Dame-du-Fort, et de Marie Françoise Descurain. Il est baptisé trois jours plus tard le 22 septembre 1715, dans la collégiale ; son parrain, de qui il tient son prénom, est son oncle paternel Jean-Étienne Guettard ; sa marraine est sa grand-tante maternelle Anne Descurain, épouse d'un chirurgien d'Étampes,.
Jeune, il accompagne son grand-père Descurain dans ses herborisations, ce dernier le formant à la botanique, et visant pour son petit-fils une carrière d'apothicaire. Mais lui-même correspondant avec les Jussieu (les trois frères Jussieu sont Antoine, Bernard et Joseph), il constate les encouragements que ces derniers prodiguent au jeune Jean-Étienne et le laisse poursuivre sa destinée. Plus tard, lorsque Guettard décide de publier au-delà des travaux commis aux soins des mémoires de l'Académie, il fait d'abord paraître le travail de son grand-père Descurain sur les plantes des environs d'Étampes (ouvrage Observations sur les plantes), largement augmenté de notes de provenances diverses.
Après avoir suivi l'enseignement des barnabites au collège d'Étampes, il étudie la médecine à Paris et obtient son doctorat en 1741, avec une thèse portant sur les fièvres. Il est présenté à René-Antoine Ferchault de Réaumur, qui le nomme responsable de son cabinet d'histoire naturelle. En 1742 il entre à la faculté de médecine dont il devient « docteur régent ».
Il remplace Antoine de Jussieu le 3 juillet 1743 comme pensionnaire-botaniste adjoint à l'Académie des sciences. Il devient associé botaniste le 16 mai 1758, pensionnaire botaniste le 20 juillet 1758, pensionnaire de la classe de botanique et agriculture lors de la réorganisation du 23 avril 1785.
En 1748 le duc Louis d'Orléans s'attache Guettard en qualité de médecin et botaniste. Lorsque le duc meurt en 1752, il lui lègue son cabinet d'histoire naturelle ; Guettard le cède au nouveau duc Louis-Philippe d'Orléans le 29 décembre 1752 pour le prix d'une rente annuelle perpétuelle et non imposable de 500 livres. Le nouveau duc le nomme garde de ce cabinet (conservateur, selon le terme actuel) et lui octroie une petite pension et un modeste logement au Palais-Royal.
Son travail auprès du duc d'Orléans n'empêche pas Guettard de chercher à peaufiner les connaissances minéralogiques à l'échelle de l'Europe. Ainsi en 1751 il accompagne Malesherbes aux eaux de Vichy. Ses notes sur ce voyage en Auvergne sont presque intégralement dédiées à la minéralogie (voir plus bas les sections « Volcanisme en Auvergne » et « L'affaire de la découverte du volcanisme du Puy de Dôme »).
Voyage en Pologne
En tant que membre de l'Académie royale des sciences, il est envoyé par Louis XV en Pologne où il séjourne de 1760 à 1762, comme médecin de l'ambassadeur de France Antoine-René d'Argenson, marquis de Paulmy. Il parcourt le pays en effectuant des mesures, notant des observations et menant des études géologiques et météorologiques ; il s'intéresse à la vie politique polonaise (comptes-rendus des séances de la diète polonaise), à la gastronomie (notes de recettes de cuisine) et à bien d'autres aspects de la vie du pays. Il en tire entre autres son Mémoire sur les mines de sel de Wieliczka. 

Sa visite de trois jours au château d'Agey près de Dijon chez la comtesse de Rochechouart date du début de ce voyage, en 1760 ; c'est l'une des nombreuses collections particulières qu'il passe en revue, avec celle de l'empereur à Vienne et de nombreuses autres. De ce cabinet d'histoire naturelle d'Agey, il écrit à sa correspondante parisienne Madame du Boisjourdain qu'il est le plus curieux et le plus instructif.
Il fait une communication à l'Académie royale des sciences du résultat de ses observations sur les minéraux qui y sont conservés, y compris le sol dallé de nombreux octagones de marbres différents, contenant des fossiles et dont la provenance de chaque pièce a été dûment enregistrée par la comtesse. Un fossile d'étoile de mer provenant des carrières de Molesme est particulièrement remarqué : la pierre qui l'encaisse est du calcaire cendré, qui s'est cassé en deux parties et montre sur l'un des à-plats l'empreinte en creux de l'étoile, et sur l'autre l'étoile en relief.

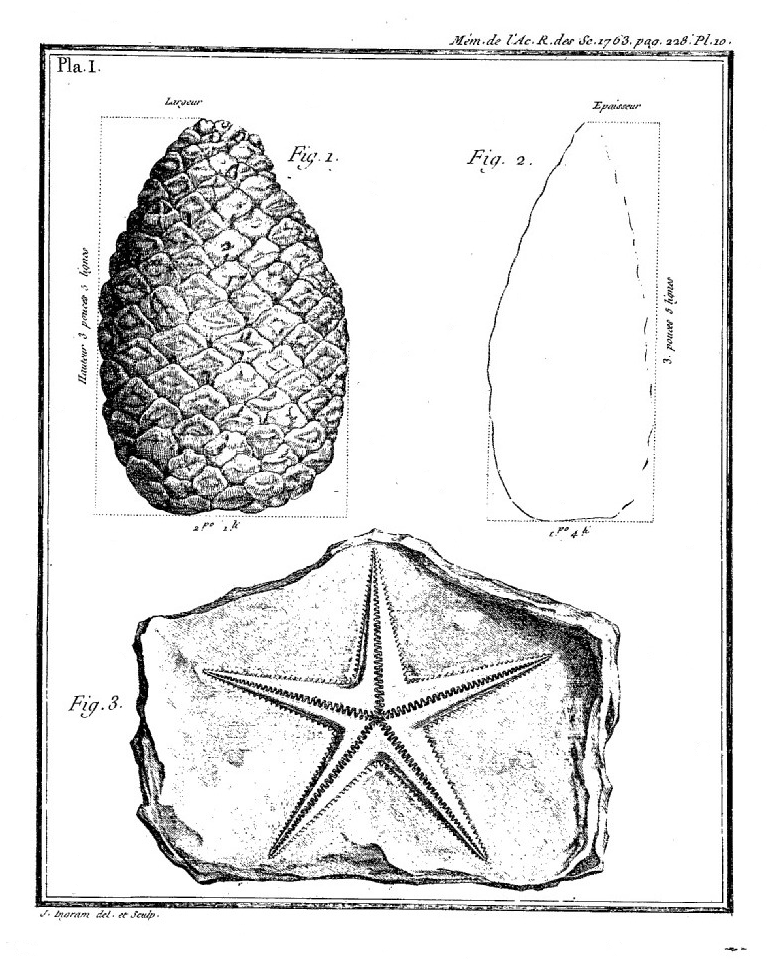
Fossile d'étoile de mer du château d'Agey[25] (fig. 3) et pomme de pin fossile du cabinet de Karl Ehrenbert von Moll (en) à Vienne (fig. 1 et 2)[26].
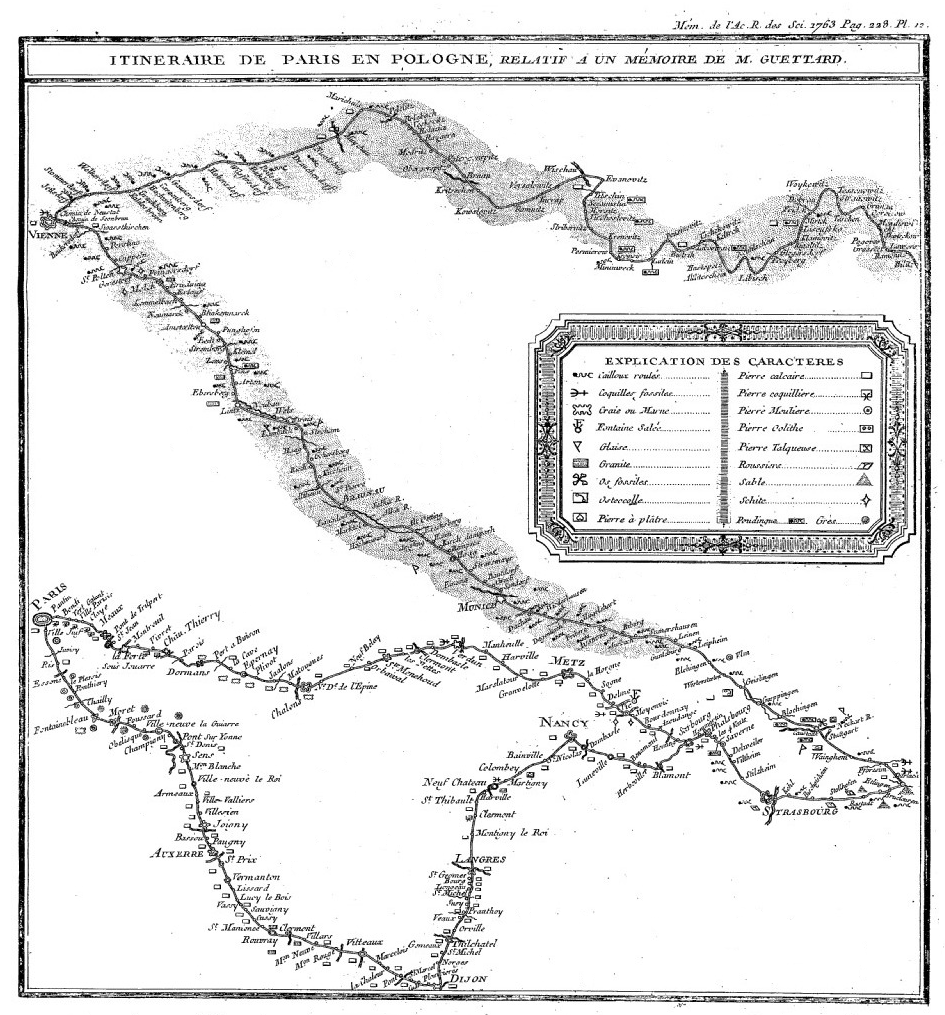
Itinéraire de son voyage en Pologne (1760-1762), avec détails minéralogiques[27].

Le médecin
Guettard est attaché à sa fonction de médecin ; toute sa vie il a signé « médecin », une profession qui inspire la confiance. C'est officiellement en cette qualité qu'il accompagne en Pologne l'ambassadeur d'Argenson de Paulmy. Parmi ses fonctions officielles, celle à laquelle il attache le plus grand prix est celle de médecin et botaniste du duc Louis d'Orléans.
Caractère
Son esprit est remarqué pour son originalité : ses relations de voyages sont avant tout des recherches personnelles, et non des recherches sur les recherches antérieures. Il ne craint pas de s'opposer aux modes et à ses contemporains notables, et son caractère entier l'amène à s'affronter parfois avec vigueur avec des confrères et des collaborateurs. Il considère Buffon comme un ennemi personnel - et ne possède aucun de ses livres dans sa vaste bibliothèque, qui au contraire inclut les Lettres à un Américain sur l'Histoire Naturelle générale et particulière de M. de Buffon, de Lelarge de Lignac qui s'oppose violemment aux idées de Buffon. Lorsque Buffon fait paraître son Époques de la Nature il lui écrit : "« encore des Buffonades, mon cher comte... eh bien faites des romans, mais qu'ils ne soient pas physiques ». L'astronome Anders Johan Lexell (1740-1784) le qualifie d'« animal disputeux ». Par contre il a été fait grand cas de sa dispute avec Lavoisier lors de l'établissement de la carte géologique (voir plus bas la section « Premières cartes géologiques ») ; ce qui ne l'empêche pas de léguer audit Lavoisier tous ses ouvrages scientifiques.
Dernières années
Pendant ses dernières années, en sus d'une chambre au no 18 du quai de Bourbon appartenant à Marie Claude Camuzat de Riancé, veuve de Joseph de Loyne (auditeur des comptes), il occupe aussi une chambre dans un immeuble de la Montagne Sainte-Geneviève où habite également René-Just Haüy, à l'époque répétiteur de botanique au collège de Navarre. C'est là que se trouve son herbier. Il a alors près de 2 000 livres de revenus annuels réguliers (fermages, métayages et loyers, le tout dans les environs d'Étampes), auxquels s'ajoutent environ 950 livres de rentes officielles par les ducs d'Orléans (incluant la rente annuelle perpétuelle et non imposable de 500 livres que le nouveau duc Louis-Philippe d'Orléans lui paye pour le rachat le 29 décembre 1752 de son cabinet d'histoire naturelle, que Guettard a hérité de feu le duc Louis d'Orléans).

## Contributions
Guettard laisse des travaux importants, tant en botanique qu'en géologie et en minéralogie.

### Botanique
Ses premiers travaux portent sur la botanique.
Il affine les limites entre les espèces en se basant sur les corps ou glandes qui remplissent l'intervalle entre les vaisseaux et fibres et qui produisent différentes sécrétions. Pour cette approche, il a la satisfaction d'obtenir l'aval de Linné.
Il classe aussi les plantes "parasites" en trois groupes : celles dépendant entièrement de leur hôte (nourriture et support) ; celles possédant des racines et ne dépendant que partiellement de leur hôte ; et celles qu'il appelle fausses parasites, qui ne se servent d'autres plantes que comme support. 

Il étudie aussi la transpiration des plantes, entre autres l'influence de la lumière sur ce phénomène pour lequel il évoque un processus chimique ; dont un parallèle avec les animaux, y compris l'humain. 

Condorcet note un mérite de Guettard dans ce domaine de la botanique : celui d'avoir remplacé de simples aperçus par « une suite d'expériences précises, et capables d'éclairer sur un phénomène important de l'économie végétale ». Ainsi, La Hire avait effleuré le sujet de la transpiration des plantes en 1703 et le Traité de la statique des végétaux de Hales l'avait avancé mais sans expériences précises ; Guettard élabore un ensemble d'expériences en rectifiant les défauts de celles de Hales.
En taxonomie végétale son nom d'auteur est abrégé en Guett..

### Minéralogie

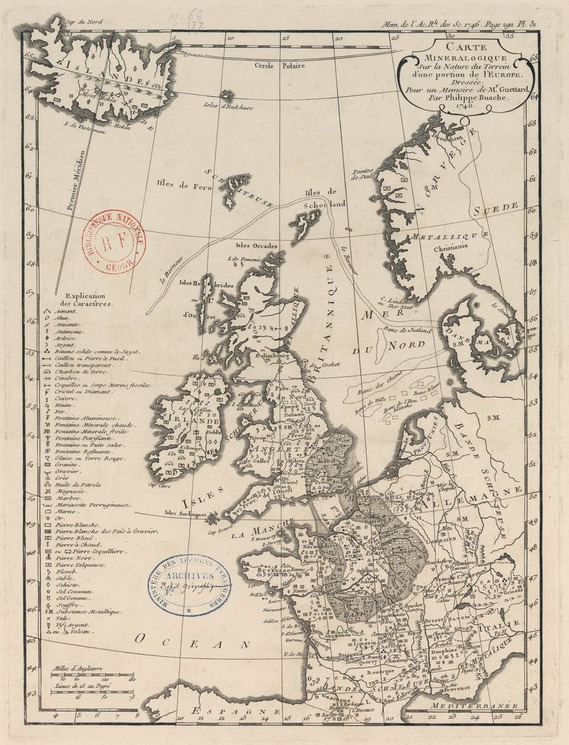
Carte minéralogique sur la nature du terrain d'une portion de l'Europe (1746), Guettard et Buache.

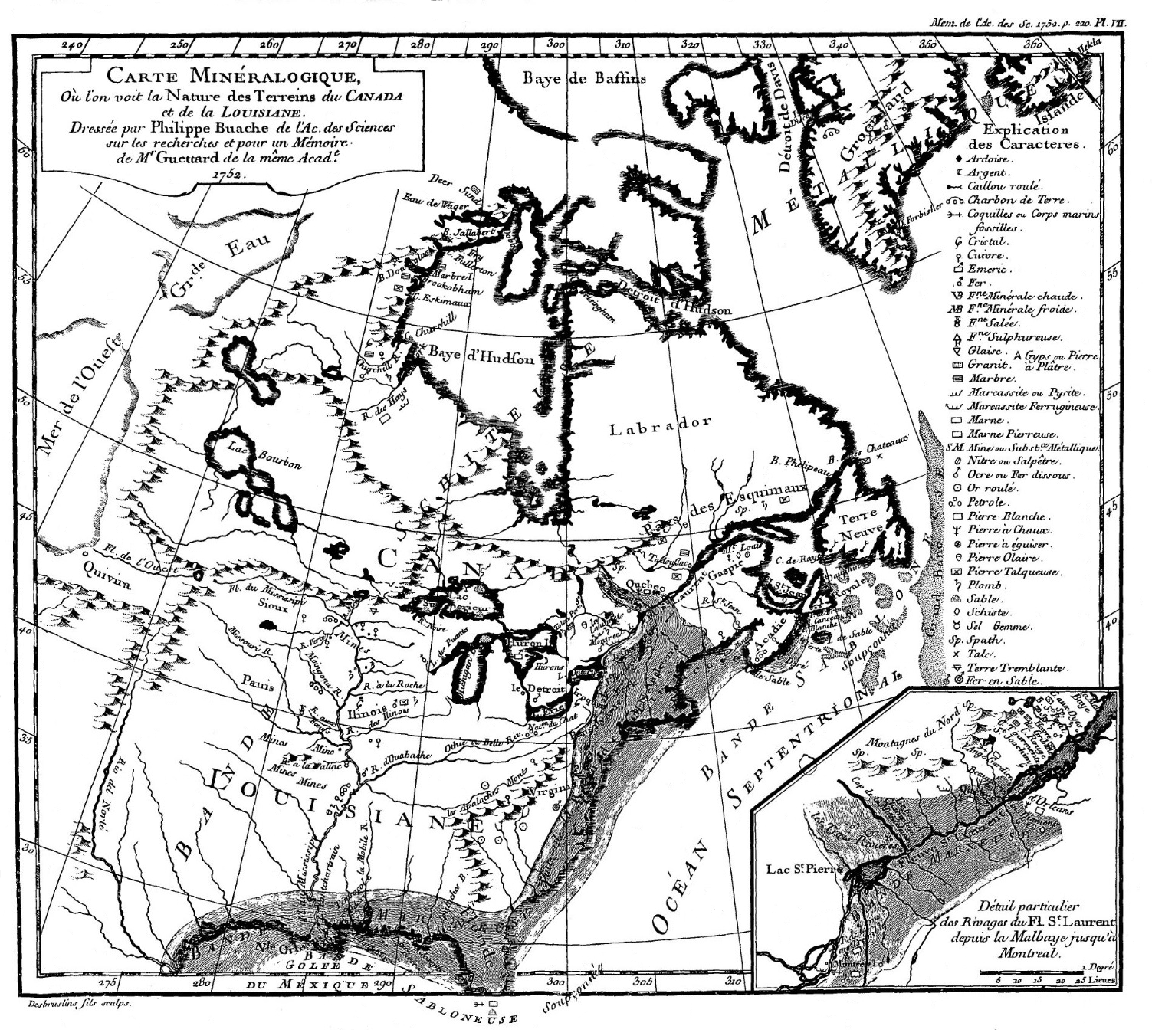
Carte Minéralogique, Où l'on voit la Nature des terreins du Canada et de la Louisiane,
Guettard et Buache (1752).

Après la botanique, il s'intéresse à la minéralogie.

#### Premières cartes géologiques
Depuis le dernier quart du XVIIe siècle, l'idée de cartes géologiques est dans l'air du temps. Le premier exposé connu est de l'anglais Martin Lister qui, cherchant à comprendre la formation de la Terre, lit en 1683 à la Royal Society un mémoire (publié en 1684) intitulé An ingenious proposal for a new sort of maps of countreys (« Une proposition ingénieuse pour une nouvelle sorte de cartes des pays »). Sa publication dans les Philosophical Transactions of the Royal Society garantit une large diffusion, y compris en France. Son influence réelle est incertaine. 

Puis vient John Aubrey, qui publie en 1691 un livre peu diffusé : The natural history of Wiltshire, dans lequel il écrit : « I have often wished for a mappe of England, coloured according to the colours of the earth, with markes for the fossiles and minerals » [« J'ai souvent souhaité une carte d'Angleterre, colorée selon les couleurs de la terre, avec des marques pour les fossiles et les minéraux »]. Mais rien ne se concrétise outre-Manche. 

En France, la première mention écrite est par le secrétaire perpétuel de l'Académie des sciences Bernard de Fontenelle qui, en 1720 (paru en 1722), conclut son résumé d'un mémoire de Réaumur sur les faluns de Touraine avec ces mots : « Pour parler sûrement sur cette matière, il faudroit avoir des espèces de Cartes Géographiques dressées selon toutes les Minières de Coquillages enfouis en terre… ».
Usant de la protection du Régent Philippe d'Orléans (1674-1723), Réaumur a réuni un grand nombre d'informations et d'échantillons « de terres, de pierres, d'insectes, de coquilles, etc. » pour en garnir son cabinet d'histoire naturelle : « Chaque semaine, je lui donnais [au régent] des mémoires, où je faisais des questions, tant générales que particulières, par rapport à ce qui se pouvait trouver dans chaque province du royaume. Il envoyait ces mémoires aux intendants qui, pour faire leur cour à un prince si éclairé et si ami des connaissances, mettaient en œuvre dans leurs départements publics, les maires et autres officiers subalternes […] J'ai eu pour faire des collections de tout ce que la France possède dans le règne minéral, des facilités qu'aucun naturaliste n'a jamais eues ». Colbert a rendues courantes les enquêtes de l'administration du royaume par voie de questionnaires adressés aux intendants ; la nouveauté est de faire bénéficier l'histoire naturelle des ressources de ce procédé.
Le terme de « carte géologique » n'apparait en France qu'en 1816.
En 1746 paraît son Mémoire et carte minéralogique sur la nature et la situation des terreins qui traversent la France et l'Angleterre, auquel il travaille depuis plusieurs années et pour lequel, outre les environs de Paris, il a visité Poitou, Aunis, Normandie, Maine, Perche, Nivernais, Sologne, Orléanais, Gâtinais, Touraine… Pour les autres régions, il correspond avec divers correspondants provinciaux qui le renseignent sur la nature des terrains locaux,. Il mentionne en particulier Jean Hellot, qui a déjà fait des observations sur la partie métallique. Pour l'Angleterre, il lit entre autres Joshua Childrey (en) (probablement Britannia Baconica, publié en 1660 en anglais et traduit en français en 1662) et Gerard Boate (en). 

Avec ce mémoire, Guettard pose les bases du principe de la division du sol en différentes « bandes » (c'est-à-dire des couches géologiques) et y établit l'existence de trois bandes principales : "bande sablonneuse", "bande marneuse", et "bande schisteuse" ou "métallique" (en gros, le Tertiaire, le Secondaire et le socle hercynien).
Le cartographe Philippe Buache contribue avec des suggestions éclairées. Ce mémoire est accompagné de la première carte géologique publiée au monde, dénommée carte minéralogique,.
Il établit une carte minéralogique de la France ; et la première carte géologique de la Pologne (il est de ce fait abondamment cité dans la littérature polonaise sur le sujet).
En 1752 il fait paraître la première carte minéralogique de l'Amérique du Nord et du Canada.
En 1753 il introduit un ordre méthodique dans le classement des poudingues, en les divisant en deux classes : ceux qui peuvent être polis et ceux qui ne le peuvent pas ; parmi ces derniers, il distingue les cailloux petits et réguliers liés par une terre ferrugineuse, appelés « grisons » en certains lieux de Normandie où ils sont abondants.
Il est le premier à décrire les encrinites,.

Mémoire sur les encrinites et les pierres étoilées, dans lequel on traitera aussi des entroques etc
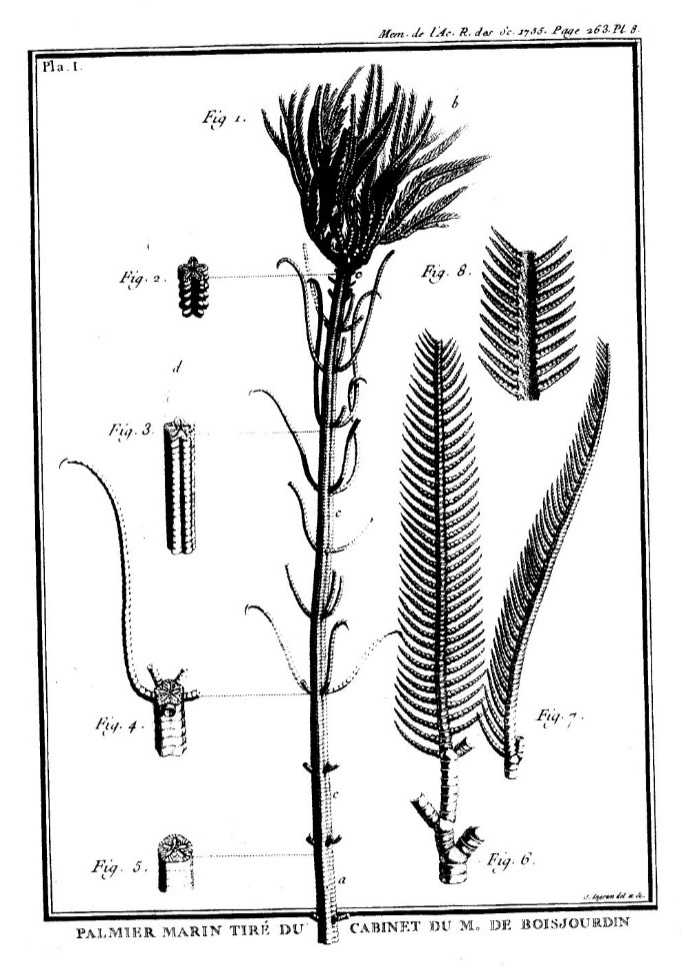
1re partie[58], pl. 1
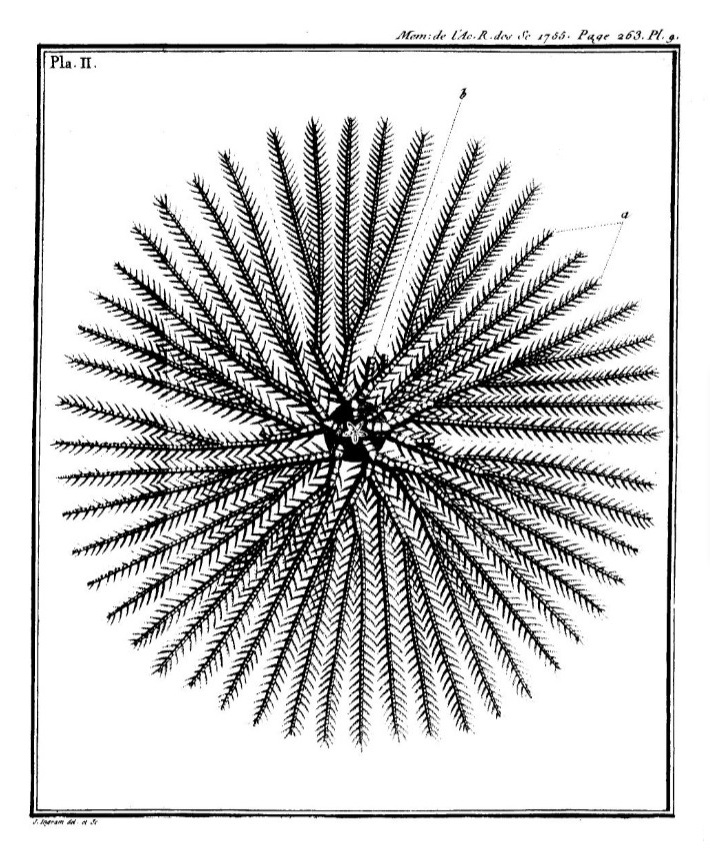
1re partie[58], pl. 2
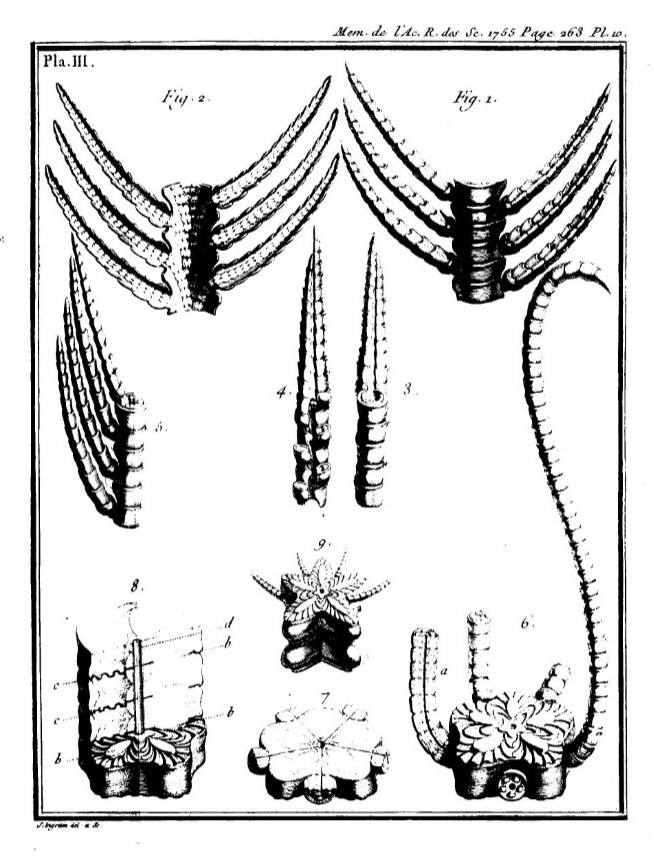
1re partie[58], pl. 3
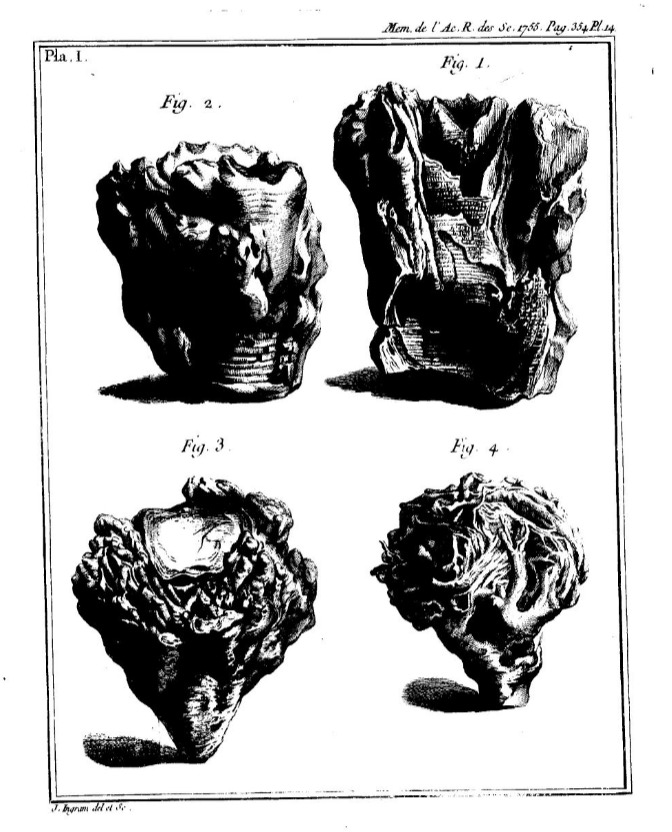
2e partie[59], pl. 1
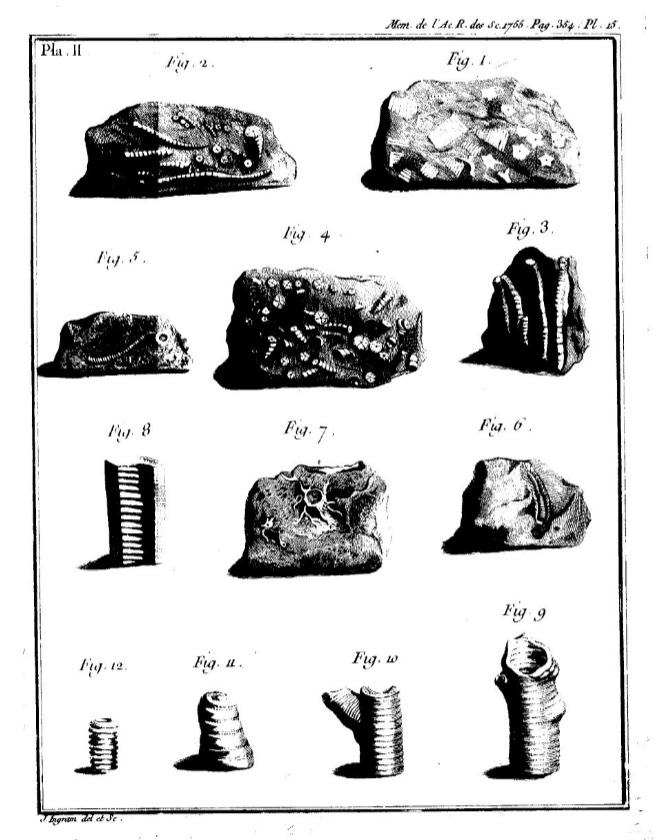
2e partie[59], pl. 2
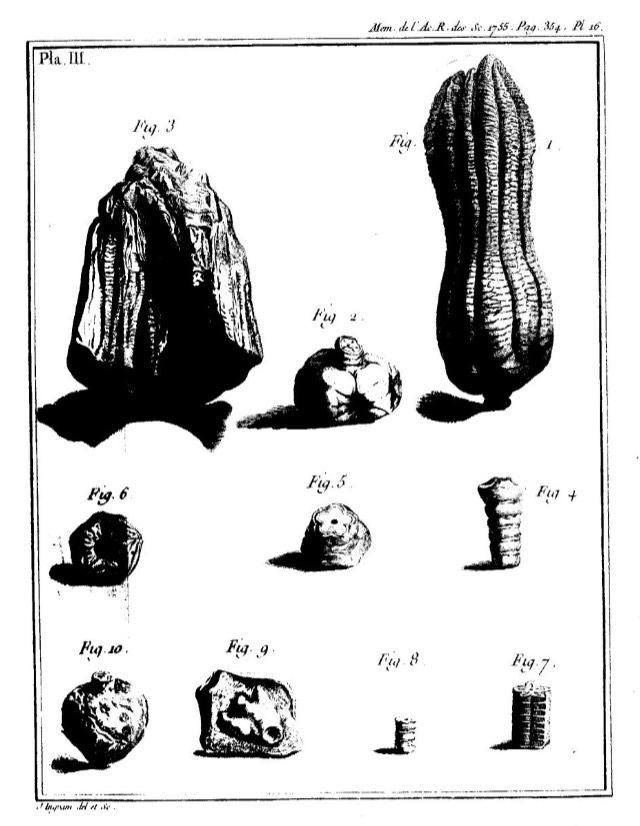
2e partie[59], pl. 3

Il examine le tripoli (1755), que Ludwig pense être d'origine animale et Gardeil croit d'origine végétale, et se prononce pour une origine animale.
Guettard, Lavoisier et Monnet, l'Atlas et description minéralogiques de la France
Guettard est un ami de la famille Lavoisier. En 1763, quand il commence ses prospections minéralogiques dans le nord de la France, il prend le jeune Antoine Lavoisier comme assistant.
En 1766 Henri Bertin, secrétaire d'État aux Mines, charge Guettard d'une étude géologique de la France.
En 1767 Guettard et Lavoisier effectuent une tournée géologique en Alsace, Lorraine et Franche-Comté dans des conditions de transport assez difficiles. Ces explorations diverses durent jusqu'en 1770 et à cette date ils ont fait imprimer 16 cartes géologiques régionales ; en 1777 ils en ont partiellement réalisé presque autant. L'atlas prévu doit comporter 230 cartes ; mais des difficultés politiques et financières font que ce nombre n'est jamais atteint. Cette année 1777, Antoine Monnet, premier inspecteur général des Mines en France, est appointé à la direction de l'étude géologique en cours - au grand déplaisir de Guettard et Lavoisier. En 1780 l'Atlas et description minéralogiques de la France est publié sous les noms de Guettard et Monnet. Il contient 31 cartes et un long texte de Monnet. Les cartes incluent 6 cartes produites par Guettard et Lavoisier, 15 cartes parmi celles qu'ils ont déjà très avancées et qui sont terminées par Monnet, et 10 cartes entièrement de Monnet. Or Monnet cite Lavoisier comme co-auteur de (seulement) seize cartes ; il utilise les matériaux accumulés par Lavoisier pour le reste du travail, sans citer ce dernier et sans le lui demander non plus ; et il n'indique pas que les coupes en marge de chaque carte sont dues aux mesures faites au baromètre par Lavoisier (Guettard l'avait intégralement laissé s'occuper de ces mesures). Lavoisier est très justement fâché de ces usurpations… Sans compter que Monnet continue sur cette lancée : en 1798, il se pose encore en adversaire obstiné des doctrines nouvelles avec la publication d'une soi-disant « Démonstration de la fausseté des principes des nouveaux chimistes ». Et il récidive sur ses « oublis » de citation d'auteur avec une deuxième édition de cet atlas, publiée après 1794 sous le titre de Collection complète de toutes les parties de l'Atlas minéralogique de la France : cette seconde édition contient 45 cartes, soit 14 de plus que le précédent atlas. Parmi les nouvelles cartes, 10 sont de Guettard et Lavoisier, une est de celles préparées par Guettard et Lavoisier et révisée par Monnet, et 3 sont de Monnet seul.

#### Fossile
Brongniart cite une « Ogynie de Guettard » parmi ses trilobites.

#### Volcanisme en Auvergne
Il étudie les volcans d'Auvergne, une découverte qui lui est fort contestée et empreinte de nombreuses controverses (voir ci-dessous « L'affaire de la découverte du volcanisme du Puy de Dôme »).
Il s'intéresse à la flore et aux fossiles de la région parisienne. Ses travaux sur la région d'Étampes ont permis de définir une couche-étalon, un étage géologique, autrefois utilisé dans le monde entier et encore usité en France : le Stampien.
Il s'aligne sur le principe de l'actualisme, déjà abordé quelque peu par Buffon (1749).

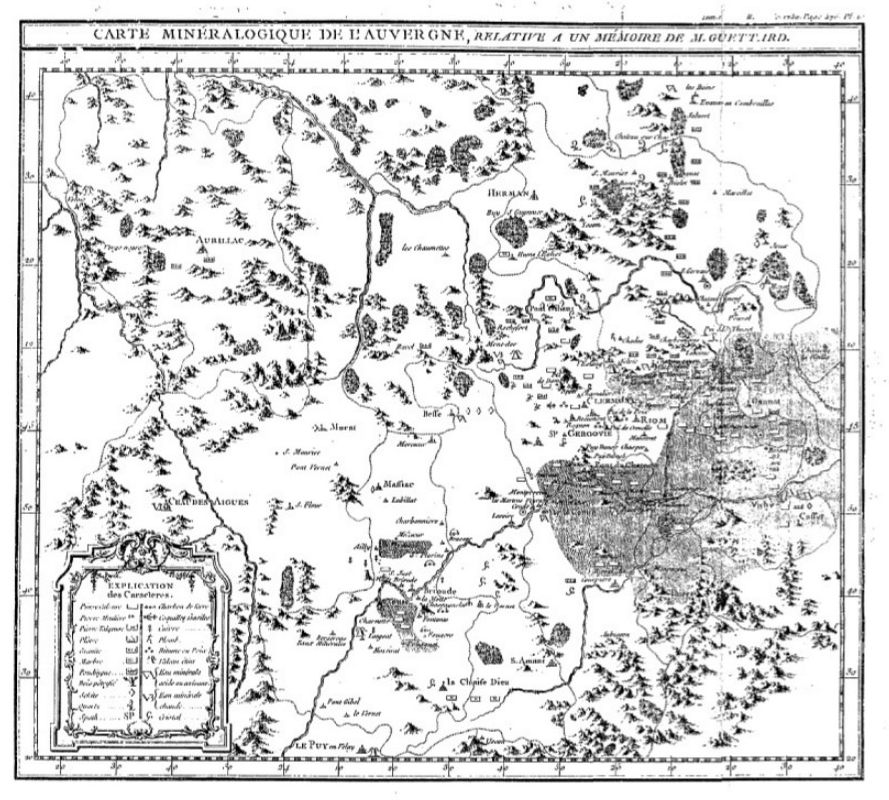
Carte minéralogique de l'Auvergne (1759)

## Controverses

### L'affaire de la découverte du volcanisme du puy de Dôme
Les contradictions, accusations et controverses pullulent autour de cette découverte. Le tout aboutit à un bouillonnement qui prouve au moins une chose : selon les mots d'Ellenberger (1978), « cette évolution vers la légende atteste à coup sûr la profonde résonance, tant scientifique que symbolique, de la découverte ainsi remaniée et colportée d'auteur en auteur ».
Il faut d'abord noter que la forte recrudescence des tremblements de terre et autres séismes aux XVIIe et XVIIIe siècles a amené les membres de l'Académie des sciences à se pencher sur les phénomènes sismiques dès les années 1740. Le célèbre séisme du 1er novembre 1755 à Lisbonne ne fonde pas en France une conscience du risque, mais accélère un mouvement déjà engagé.
Guettard n'est pas le premier à avoir remarqué le volcanisme de la région. Cependant William Bowles (en), le premier connu pour l'avoir remarqué, n'a rien publié sur le sujet avant 1775. Et Guettard n'est pas non plus le premier à l'avoir mentionné par écrit ; mais le mémoire par Garmage (voir plus bas) dont la publication a, de peu, précédé celle de Guettard, est très probablement inspiré par la découverte de ce dernier et témoigne qui plus est d'un manque de compréhension notable du sujet en ne mentionnant pas les laves et en reprenant la théorie sans fondement de Buffon sur les volcans.
Les épisodes connus, dans l'ordre chronologique :
- 1750 : William Bowles (en) et Johann Lucas Woltersdorf[n 7] passent par l'Auvergne, rencontrent l'apothicaire et chimiste clermontois Jean-François Ozy[n 8], visitent avec ce dernier le puy de Dôme et le Mont d'Or dont Bowles reconnaît la nature volcanique. Ceci est connu par une lettre datée du 1er novembre 1777 qu'Ozy adresse à Faujas de Saint Fond, et que Faujas publie en 1778 dans son livre Recherches sur les volcans éteints du Vivarais et du Velay[71], dont extrait :

« ... en 1751, étant avec M. de Malesherbes et M. Guettard sur les hauteurs de ces montagnes [puy de Dôme et Mont-d'Or]… L'année d'avant, il me fut adressé M. Olzendorff, anglais, et M. Bowls, irlandais, ces Messieurs furent envoyés dans cette province pour examiner quelques mines de plomb. Nous montâmes ensemble au Puy de Dôme, et ce fut là que j'appris pour la première fois à connoître les cratères, les laves, etc. »

— Lettre de Ozi à Faujas, dans Faujas de Saint-Fond 1778, p. 434.
C'est vraisemblable : Bowles (en), minéralogiste, a vécu et étudié en France de 1740 à 1752 avant de devenir le directeur des mines d'Espagne. En 1775 il publie l'existence de volcans éteints en Espagne et décrit les orgues basaltiques d'Usson (Puy-de-Dôme), qu'il aurait visitées dès 1742-1744,.
Johann Lucas Woltersdorf (1721-1772) est quant à lui théologien, collectionneur d'échantillons minéralogiques et auteur d'un ouvrage de minéralogie : Systema minerale.
- juillet 1751 : Guettard accompagne Malesherbes qui va prendre les eaux à Vichy[76] ; Guettard veut compléter la carte minéralogique préliminaire qu'il a dressée quelques années plus tôt[77]. Ils entament leur voyage le 14 juillet[78],[n 9]. À Moulins, Malesherbes fait remarquer à Guettard une pierre noire et poreuse de certains bâtiments, que Guettard identifie immédiatement comme de la lave et dont il leur est dit qu'elle vient de Volvic, mais ils ne trouvent personne pour leur indiquer où est Volvic. Malesherbes est attendu à Vichy et les deux voyageurs rejoignent d'abord cette dernière ville. Depuis Vichy, on voit le sommet du puy de Dôme, que Guettard souhaite ardemment visiter[76]. Dans son carnet de voyage, Guettard note que la pierre de Volvic « est semblable à certaine pierre des pais de volcan ». ils visitent la région et Guettard reconnaît le volcanisme des mêmes montagnes[54],[n 9],[n 10].
- fin juillet ou tout début août 1751 : au retour de la visite du Mont-d'Or, Malesherbes passe une journée à Clermont-Ferrand chez l'intendant de la ville et parle du volcanisme des monts proches à de nombreux érudits qu'il y rencontre. Malesherbes en témoigne presque 30 ans plus tard en 1779 : aucun n'en a entendu parler jusqu'alors : « dans la journée que je passai à Clermont à mon retour du Mont-D'or, je vis presque toute la ville chez M. l'Intendant. Je leur appris ce qui venait d'être découvert sur leurs montagnes, & je ne trouvai personne qui en eût aucune notion ». Il précise qu'« aujourd'hui en 1779 je ne me souviens pas que M. Ozy nous ait dit un seul mot du voyage des deux anglais »[79].
- 24 août 1751 : l'abbé clermontois François Garmage lit à l'assemblée publique annuelle de la Société littéraire de Clermont-Ferrand un Mémoire sur le Feu où, semble-t-il, ne figure aucune allusion au volcanisme d'Auvergne[54].

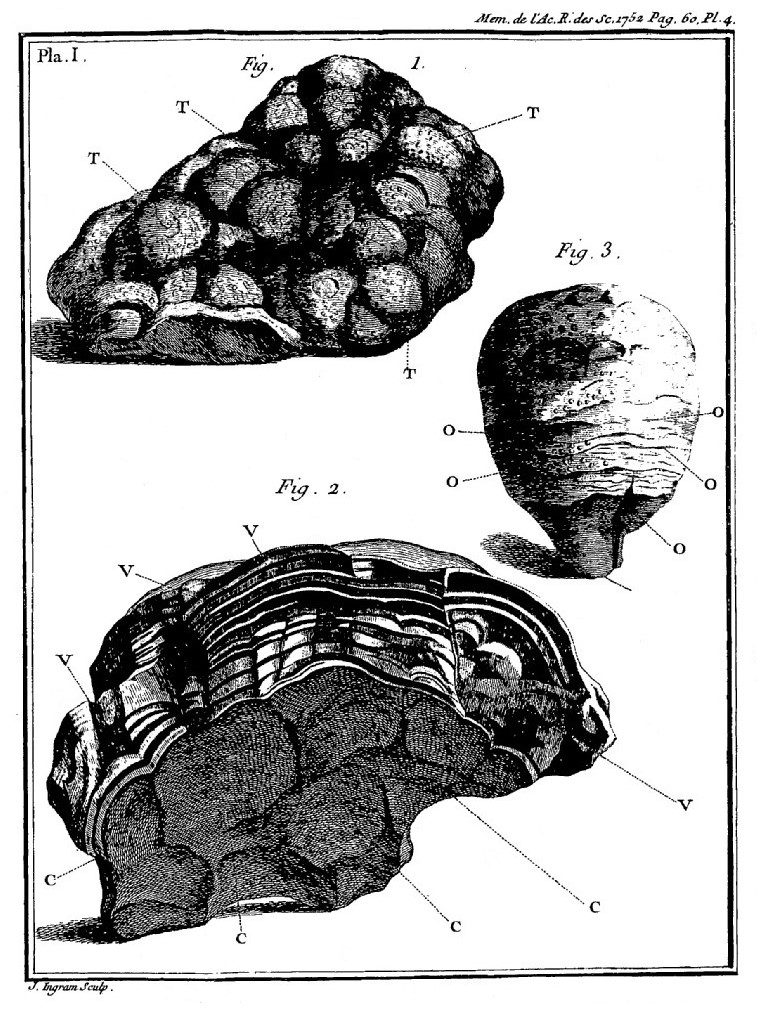
Roches des environs de Vichy. Sur quelques montagnes de France qui ont été des volcans (lu en 1752), pl. I

- 10 mai 1752 : lecture du mémoire de Guettard sur les volcans à l'Académie royale des sciences[81].
- début août 1752 : des membres de la Société littéraire de Clermont-Ferrand vont au puy de Dôme « pour vérifier de nouveau la réalité des vestiges de volcans »[54].
- 24 août 1752 : Garmage lit à l'assemblée publique annuelle de la Société un autre mémoire : Le Puy de Domme Reconnu pour l'ancien foyer d'un Volcan[54],[n 11],[82]. 
Selon Mergoil, Garmage y décrit minutieusement les matières issues des volcans[83] ; mais selon Ellenberger il n'y parle pas de lave — ce qui est pour le moins curieux puisque la région en est abondamment pourvue —, et semble s'y attribuer le mérite de la découverte[54]. 
Pour Mergoil, « le contenu de ce manuscrit et le délai nécessaire à sa rédaction excluent l'influence du passage de Guettard »[83] ; mais c'est ne pas tenir compte de ce que Garmage a très certainement entendu parler de ce volcanisme local à Clermont-Ferrand même, dès la fin juillet ou début août 1751, par Malesherbes à son retour de visite des volcans. Nous ne savons pas le nombre de pages du mémoire, mais douze mois sont plus que suffisants pour rédiger un mémoire qui, selon Ellenberger[54] et selon Mergoil lui-même[83], applique aux volcans d'Auvergne des idées largement reprises de celles de Buffon (1749[68]) sur les volcans et leur origine : pour Garmage, ces montagnes d'Auvergne sont d'anciennes montagnes qui ont été endommagées par la combustion de leurs matériaux constitutifs[83]. Enfin, si Garmage savait de quoi il parlait, que ne l'a-t-il présenté dans son mémoire sur le feu lu en août 1751.
Selon le secrétaire de la Société littéraire de Clermont-Ferrand, personne à Clermont-Ferrand ne savait que les montagnes environnantes sont des volcans[n 12].
- 1756 : le mémoire de Guettard est publié dans les Mémoires de l'Académie royale des sciences[81].

- 1775 : Faujas et Guettard découvrent ensemble les volcans du Bas-Vivarais ; découverte commune dûment annoncée dans le journal Observations sur la physique, sur l'histoire naturelle et sur les arts[n 13] de décembre de la même année[84]).
- après cette découverte de 1775 et avant 1778 : Faujas et Guettard se brouillent.
- 1778 : Faujas publie ses Recherches sur les volcans éteints du Vivarais et du Velay[71], contenant la lettre d'Ozy qui jette le discrédit sur Guettard : il se serait attribué une découverte qui ne serait pas de son fait.
- 1779 : lettre de Malesherbes du 11 avril 1779, publiée par Guettard dans la préface de son ouvrage sur la minéralogie du Dauphiné (Guettard 1779, Préface, p. CXL-CXLIV). Cette lettre donne les détails de son séjour avec Guettard ; les pierres de construction de bâtiments à Moulins que Guettard reconnaît comme de la lave ; leur passage à Volvic d'où on voit le puy de Dôme et où Guettard fait remarquer à Malesherbes la forme conique de volcan du puy de Dôme ; leur rencontre à Clermont-Ferrand avec Ozy (donc après que Guettard a déjà noté la nature volcanique du puy de Dôme) et la visite de ces trois personnes au puy de Dôme ; celle de Malesherbes et Guettard au Mont Dore, etc. Malesherbes ajoute : « Je ne crois pas qu'il y ait jamais eu de découverte plus authentiquement constatée »[85], et « Si les deux observateurs anglais & peut-être d'autres voyageurs venant du pays des volcans allumés, ont imaginé que le Puy-de-Dôme pouvait avoir une origine volcanique, sans donner aucune suite à cette idée, sans l'appuyer d'autres observations sur les autres pics de la province & sans en instruire le public ; des pareilles anecdotes rapportées si longtemps après, ne peuvent porter la plus légère atteinte au mérite de celui qui a le premier annoncé & démontré cette vérité au public, & ouvert la carrière de ceux qui depuis la communication de son mémoire ont été dans le même pays »[86]. 
Le but de Guettard en publiant cette lettre n'est d'ailleurs pas de prouver qu'il a été le premier, mais qu'il n'a pas volé l'idée[87] (puisqu'ils ont rencontré Ozy seulement après qu'il a reconnu la lave à Moulins et la forme de volcan du puy de Dôme).

Critique des critiques
On peut noter à ce sujet qu'Ellenberger se pose en ardent défenseur de l'exactitude. Voir par exemple Ellenberger 1978 : « cette histoire vaut d'être précisée en se basant exclusivement sur la relation classique de Malesherbes, sur le mémoire même de Guettard, et sur son carnet de route autographe ; ajoutons-y aussi le témoignage de De Joubert (1779) sur sa visite en Auvergne deux ans plus tôt en compagnie de Guettard. Toute autre source est suspecte au minimum de romancer peu ou prou les faits. » 

Mais il s'y applique seulement quand les faits vont dans son sens et il ne se prive pas lui non plus de faire pis que « romancer » quand il s'agit de jeter sur des faits contraires à son but un discrédit assaisonné de mépris à vrai dire peu goûteux. Par exemple dans Ellenberger 1978 : « On ne trouve aucune référence au passage prétendu de deux britanniques qui selon les dires ultérieurs de Faujas de Saint-Fond (1778) auraient instruit Ozy dès l'année précédant le passage de Guettard et Malesherbes » ; ce alors qu'il sait très bien que Woltersdorf est allemand : présentation mensongère délibérée sous prétexte de reprendre les mots d'Ozy (s'il avait été sincère il aurait mis lesdits mots entre guillemets ou autrement signalé l'emprunt). Son « prétendu » n'est qu'un autre piège du même acabit, peu importe que la moralité d'Ozi soit discréditée puisqu'après tout il est mort depuis longtemps. Cette phrase seule (mais pas la seule) est donc typique de la fausseté même dont il accuse entre autres Faujas ; en quoi il n'est pas plus recommandable que le pire de ses adversaires et il faut donc prendre ses interprétations avec une large pincée de sel.
Il en va de même avec la grande majorité des sources disponibles sur le sujet et les distorsions empirent à mesure que le temps passe. Ainsi Lecoq (1867) place le voyage de Guettard en Auvergne « à la fin de l'été » alors que c'est dans la deuxième quinzaine de juillet ; il reproche à Guettard de confondre le puy de la Nugère (environ 4 km à l'ouest de Volvic) avec le puy de Bannière (1 km au nord de Volvic) (ce qui reste à vérifier puisqu'il ne daigne pas donner d'explication plus détaillée), et lui reproche ce dont il manque lui-même en ajoutant dans la foulée : « Il ne faut pas du reste s'attendre à beaucoup d'exactitude de la part d'un homme qui a vu « un entonnoir et des pierres d'un bleu foncé » (page 36) au sommet du puy de Dôme, et qui a trouvé « cinq à six toises de diamètre » (page 37) aux cratères les plus grands. » Cette opinion de Lecoq est fortement sujette à caution. D'abord il présente le mémoire de Guettard du 10 mai 1752 comme « un compte-rendu d'un voyage fait à la fin de l'été précédent dans quelques provinces de France, et notamment en Auvergne ».
Rappelons le titre de ce mémoire : Sur quelques montagnes de France qui ont été des volcans ; donc clairement axé sur le volcanisme — et pour une très rare fois Guettard n'a pris au cours de ce voyage quasiment aucune note sur la botanique, ce qui indique bien son but ; mais Lecoq esquive ce point dans sa présentation, pour mieux teinter Guettard d'amateurisme ignorant. Guettard est très loin d'être l'un ou l'autre dans le contexte de son époque. Quant à le taxer de manque d'exactitude, c'est un comble qui devient évident quand on commence à aborder son œuvre ; au contraire, plusieurs auteurs lui reprochent de s'absorber dans le « détaillisme » et / ou de manquer de vision ou théorie d'ensemble, un trait que de meilleures intentions qualifieraient de sagesse quand on sait la scarcité des connaissances de son temps. Par exemple, Crépin-Obert (2010) accuse Guettard de « factuel obtus » dans sa vision des sciences, opposant ceci à l'« l'heuristique abusive » de Voltaire et mentionnant le registre empirique auquel Guettard donne priorité en renonçant aux explications et s'attachant à la description des faits.
Meunier (1914) aussi présente l'affaire de façon biaisée : « Naturellement, le Mémoire de Guettard : Sur quelques montagnes de France qui ont été des volcans (1751), ne rencontra que des incrédules parmi les savans confrères de l'auteur, qui firent à ce sujet de l'érudition, disant que les scories volcaniques n'étaient que les résidus des fourneaux de forges romaines. Il fallut vingt ans pour qu'un travail de Desmarest, sur l'origine des basaltes, fit admettre la réalité des volcans d'Auvergne. ».
Mais Meunier date de 1751 (année du voyage) la lecture publique (faite en 1752) du mémoire de Guettard sur les volcans (publié en 1756). Et il prétend que personne n'a pris ce mémoire au sérieux — nous avons vu plus haut qu'au contraire le volcanisme a été pris au sérieux, surtout dans le contexte de tremblements de terre accrus depuis le XVIIe siècle et notamment en Europe. En une phrase voilà anéantie l'importance de Guettard dans l'affaire : son mémoire n'a reçu aucun intérêt — de là il n'y a qu'un pas pour supposer qu'il n'en mérite aucun et, Guettard ainsi escamoté, Meunier passe de suite et « très logiquement » à Desmarest.
De l'opinion des uns et des autres…

### L'affaire de la découverte du kaolin
L'enjeu est de taille : il s'agit de rattraper la grande avance technique et économique prise par l'Allemagne dans la fabrication de la porcelaine dure, notamment avec les porcelaines de Saxe et en particulier la manufacture de porcelaine de Meissen. Là aussi, les protagonistes sont nombreux, les scénarios des plus divers et les faussetés encore plus communes que dans l'affaire précédente ; dans celle-ci il y a beaucoup d'argent à perdre ou à gagner.

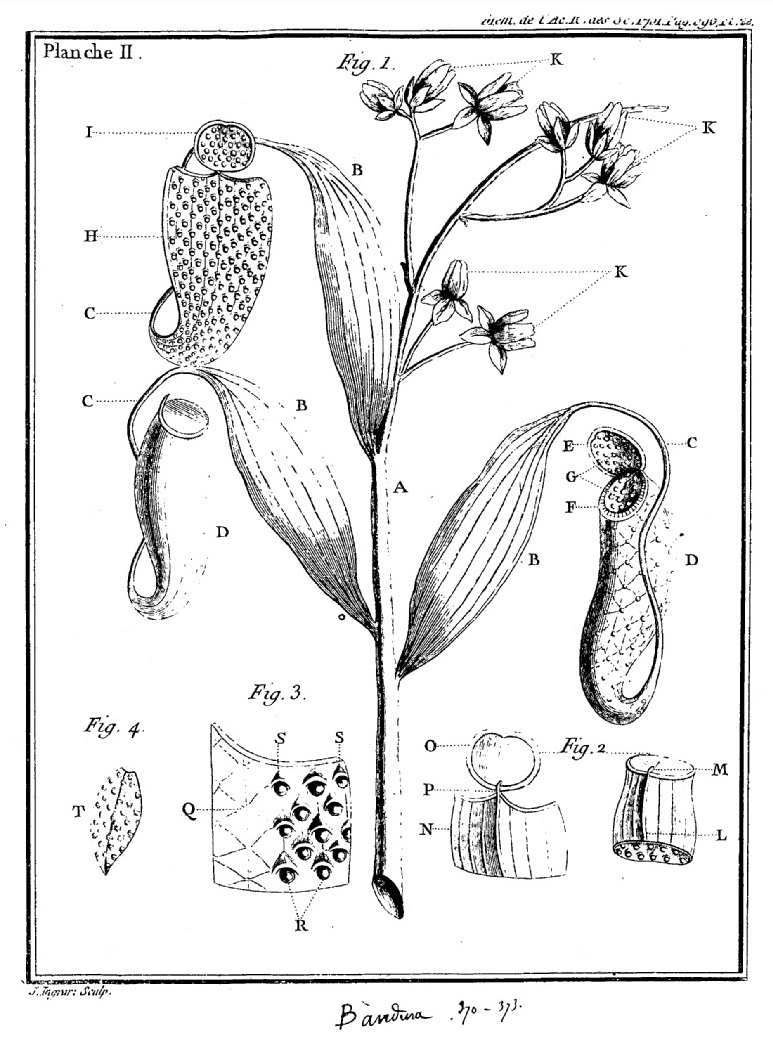
Sarracenia, Sur les glandes des plantes, 9e mém., 1751, pl. 1

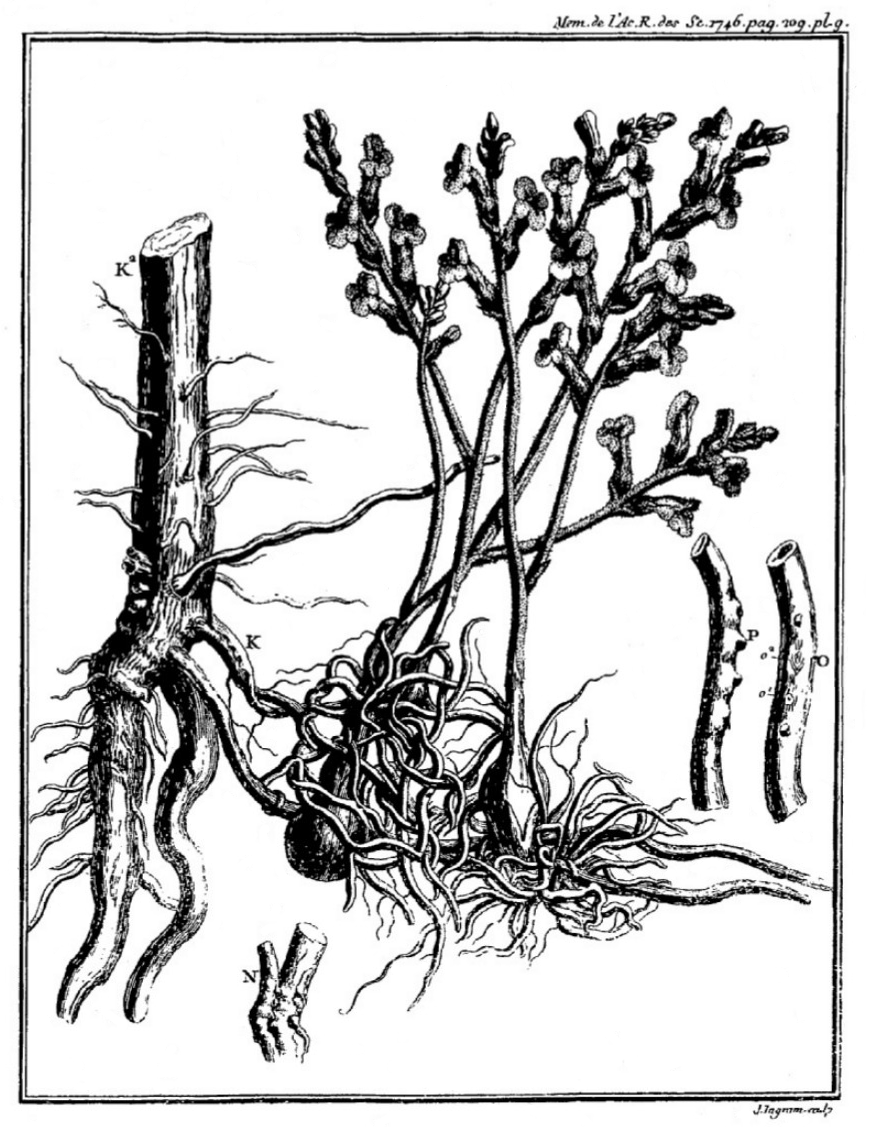
Orobanche (Sur les plantes parasites, 2e mém., 1746, pl. 3)

## Publications
Voir aussi une « liste des œuvres de Jean-Étienne Guettard », sur corpusetampois.com ; et dans « Guettard, Jean-Étienne (1715-1786) », 283 entrées sur 28 pages, sur francearchives.fr (consulté en mars 2022).

### Médecine
- [Guettard 1741] (la) Jean-Étienne Guettard, An frequentior hodie quam olim febris maligna ? [« La fièvre maligne est-elle aujourd'hui plus fréquente qu'autrefois ? »] (thèse soutenue devant Charles Payen), Paris, 1741.
- [1759] « Observations de médecine » (mémoire), Histoire de l'Académie royale des sciences,‎ 1759, p. 41-62 (lire en ligne).

### Botanique
- [1744] « Observations sur une espèce de Plante appelée Franca, par lesquelles on détermine son caractère générique plus exactement qu'il ne l'a encore été » (lu le 29 février 1744), Mémoires de l'Académie royale des sciences,‎ 1744, p. 239-248 (lire en ligne).
- [1744] « Mémoire sur l'adhérence de la Cuscute aux autres plantes » (lu le 22 août 1744), Mémoires de l'Académie royale des sciences,‎ 1744, p. 170-190 (lire en ligne).
- [1745] « Mémoire sur les corps glanduleux des plantes, leurs filets ou poils et les matières qui suintent des uns ou des autres », Mémoires de l'Académie royale des sciences,‎ 1745, p. 261–352 (lire en ligne).
- [1746] « Expériences par lesquelles on fait voir que les racines de plusieurs plantes de la même classe que la garance, rougissent aussi les os ; et que cette propriété paraît être commune à toutes les plantes de cette classe », Histoire de l'Académie royale des sciences,‎ 1746, p. 98-105 (lire en ligne)[n 15].
- [1746] « Second mémoire sur les plantes parasites » (lu le 8 août 1746), Mémoires de l'Académie royale des sciences,‎ 1746, p. 189-208 (lire en ligne).
- [1747] Observations sur les plantes (2 t., dont t. 1 ; t. 2), 1747[n 2].
- [1747] « Troisième mémoire sur les glandes des Plantes, & le second sur l'usage que l'on peut faire de ces parties dans l'établissement des genres des Plantes », Mémoires de l'Académie royale des sciences,‎ 1747, p. 604-643 (lire en ligne).

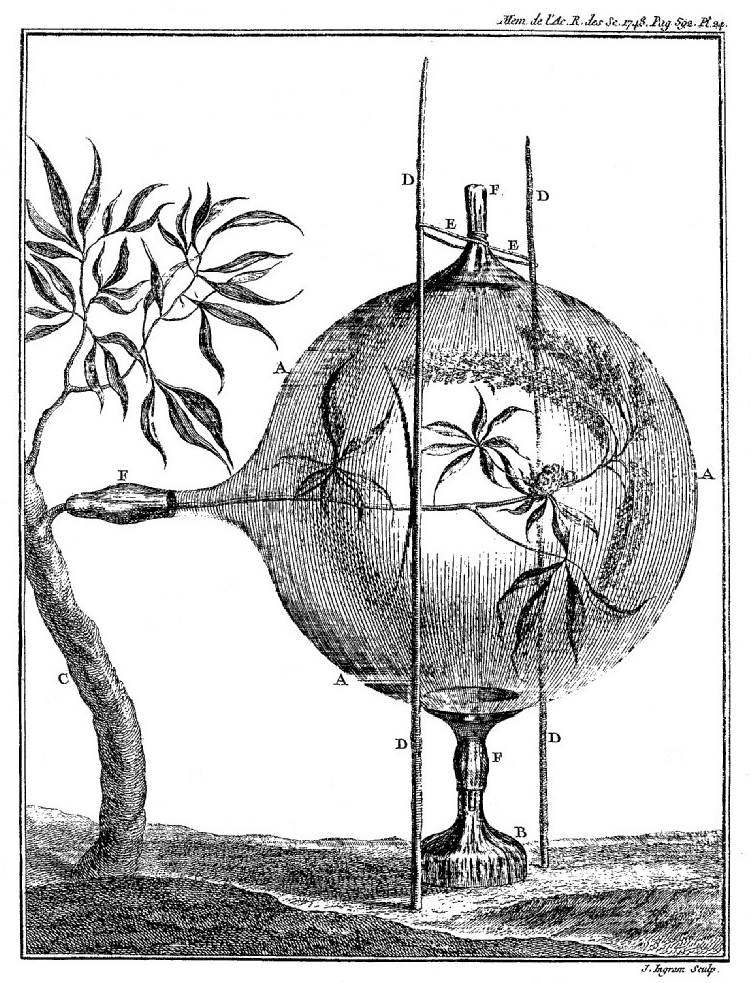
Mesure la transpiration des plantes avec un récipient de Glauber. Mémoire sur la transpiration insensible des plantes, 1748

- [1748] « Mémoire sur la transpiration insensible des plantes », Mémoires de l'Académie royale des sciences,‎ 1748, p. 569-593 (présentation en ligne, lire en ligne).
- [1748] « Quatrième mémoire sur les glandes des Plantes, & le troisième sur l'usage que l'on peut faire de ces parties dans l'établissement des genres des Plantes », Mémoires de l'Académie royale des sciences,‎ 1748, p. 441-499 (lire en ligne).
- [1749] « Second mémoire sur la transpiration insensible des plantes », Mémoires de l'Académie royale des sciences,‎ 1749, p. 265-317 (présentation en ligne, lire en ligne).
- [1749] « Cinquième mémoire sur les glandes des Plantes, & le quatrième sur l'usage que l'on peut faire de ces parties dans l'établissement des genres des Plantes », Mémoires de l'Académie royale des sciences,‎ 1749, p. 322-377 (lire en ligne).
- [1749] « Sixième Mémoire sur les glandes des Plantes, & le cinquième sur l'usage que l'on en peut faire dans l'établissement des genres des Plantes », Mémoires de l'Académie royale des sciences,‎ 1749, p. 392-443 (lire en ligne).
- [1750] « Septième Mémoire sur les glandes des Plantes, & le sixième sur l'usage que l'on en peut faire dans l'établissement des genres des Plantes » (lu le 2 juillet 1751, publié dans le volume de l'année 1750 paru en 1754), Mémoires de l'Académie royale des sciences,‎ 1750 / 1754, p. 179-235 (lire en ligne).
- [1750] « Huitième Mémoire sur les glandes des Plantes, & le septième sur l'usage que l'on en peut faire dans l'établissement des genres des Plantes », Mémoires de l'Académie royale des sciences,‎ 1750, p. 345-384 (lire en ligne).
- [1751] « Neuvième Mémoire sur les glandes des Plantes », Mémoires de l'Académie royale des sciences,‎ 1751, p. 334-397 (lire en ligne).
- [1756] « Mémoire sur les plantes qu'on peut appeler fausses parasites, ou Plantes qui ne tirent point d'aliment des plantes sur lesquelles elles sont attachées », Mémoires de l'Académie royale des sciences,‎ 1756, p. 26-54 (lire en ligne).
- [1756] « Dixième mémoire sur les glandes des plantes. Les glandes lenticulaires », Mémoires de l'Académie royale des sciences,‎ 1756, p. 307-352 (lire en ligne).
- [1759] « Mémoire sur le caractère spécifique des plantes », Histoire de l'Académie royale des sciences,‎ 1759, p. 121-153 (lire en ligne).

### Minéralogie, géographie
- [1746] « Mémoire et carte minéralogique sur la nature & la situation des terreins qui traversent la France et l'Angleterre » (lu le 19 février 1746), Mémoires de l'Académie royale des sciences,‎ 1746, p. 363-392 (lire en ligne). .
- [1751] « Mémoire sur les Granits de France, comparés à ceux d'Egypte » (lu le 9 juin 1751), Mémoires de l'Académie royale des sciences,‎ 1751, p. 164-210 (lire en ligne).
- [1752 / 1756] « Sur quelques montagnes de France qui ont été des volcans » (lu le 10 mai 1752. Présentation p. 1-8), Mémoires de l'Académie royale des sciences,‎ 1756, p. 27-59 + 2 pl. (lire en ligne).
  - Extraits de son carnet de voyage en Auvergne dans [Vernière 1901] A. Vernière, « Notes sur les environs de Vichy et sur la découverte des volcans éteints de l'Auvergne » (d'après un manuscrit autographe de Guettard, 1751), Revue scientifique du Bourbonnais et du centre de la France, vol. 14,‎ janvier 1901, p. 5-13 (lire en ligne, consulté en mars 2022).

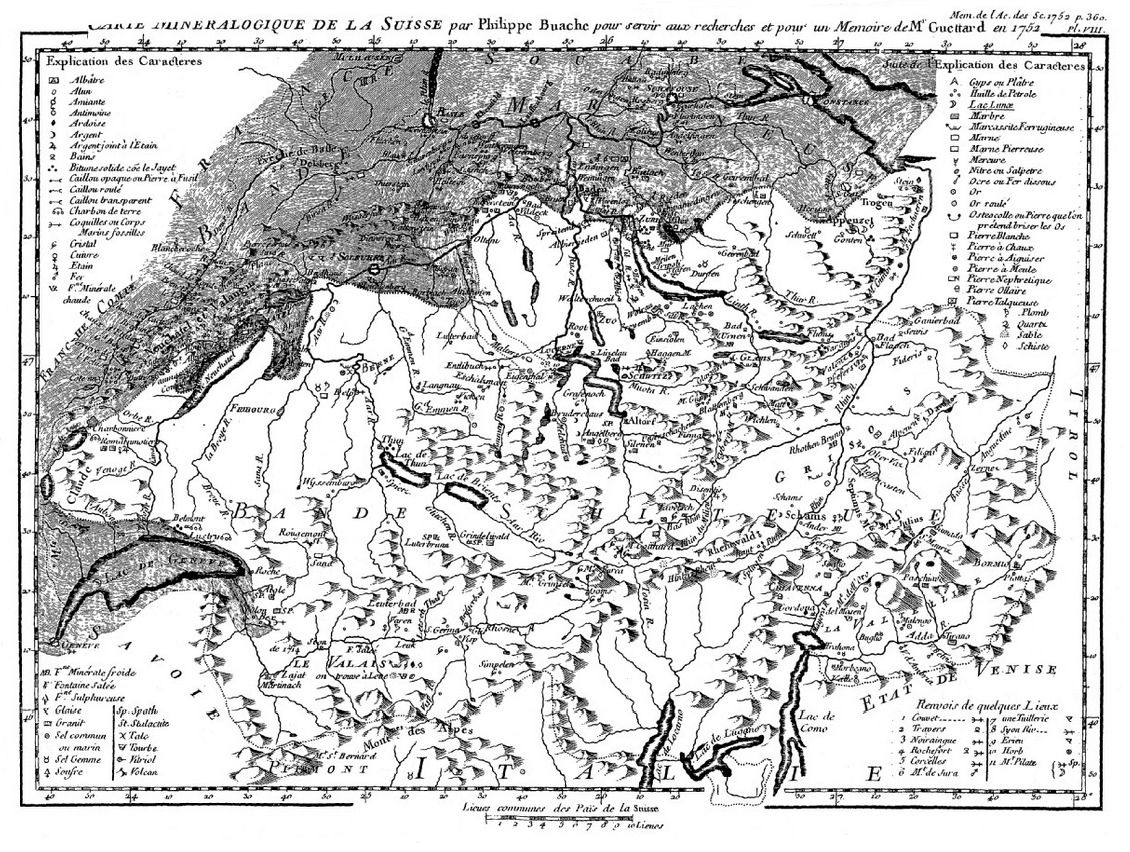
Carte minéralogique de la Suisse, Suite du mémoire dans lequel on compare le Canada à la Suisse par rapport à ses minéraux, 1752

- [1752] « Mémoire dans lequel on compare le Canada à la Suisse par rapport à ses minéraux » (lu le 7 juin 1752), Mémoires de l'Académie royale des sciences,‎ 1752, p. 189-220 (lire en ligne). Dont :
  - Carte Minéralogique, Où l'on voit la Nature des terreins du Canada et de la Louisiane. Dressée par Philippe Buache de l'Ac. des Sciences sur les recherches et pour un Mémoire de Mr Guettard de la même Acade (première carte minéralogique de l'Amérique du Nord et du Canada), 1752 (lire en ligne).
- [1752] « Suite du mémoire dans lequel on compare le Canada à la Suisse par rapport à ses minéraux » (2e partie), Mémoires de l'Académie royale des sciences,‎ 1752, p. 323-360 (lire en ligne).
- [1752] « Addition au mémoire dans lequel on compare le Canada à la Suisse par rapport à ses minéraux », Mémoires de l'Académie royale des sciences,‎ 1752, p. 524-538 (lire en ligne).

- Suite du mémoire dans lequel on compare le Canada à la Suisse…, pl. I à IV

"Suite
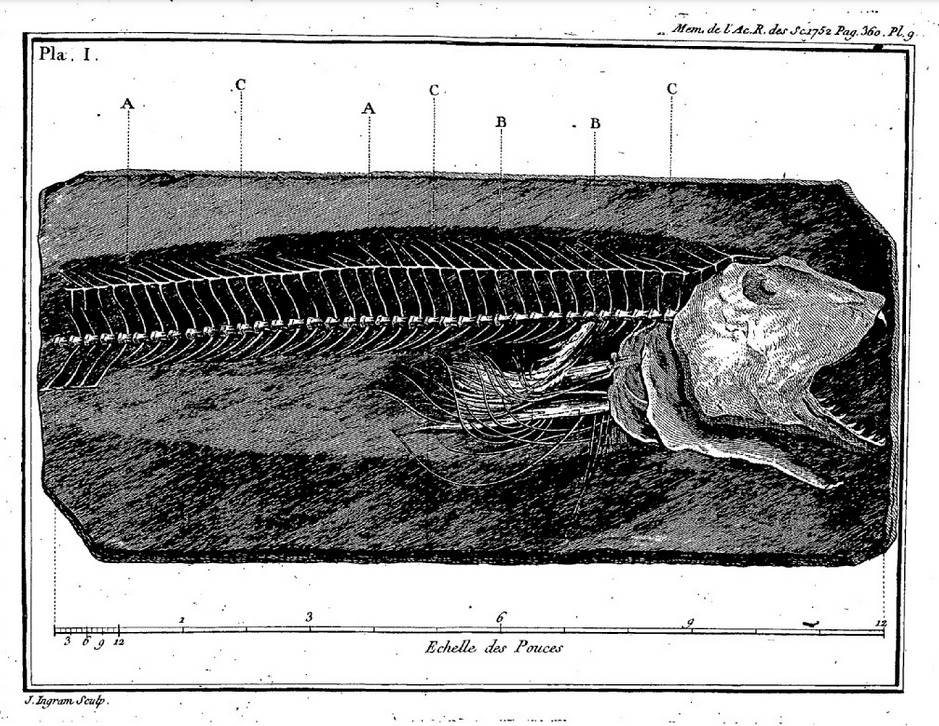
Empreinte (de murène ?) sur une ardoise de …
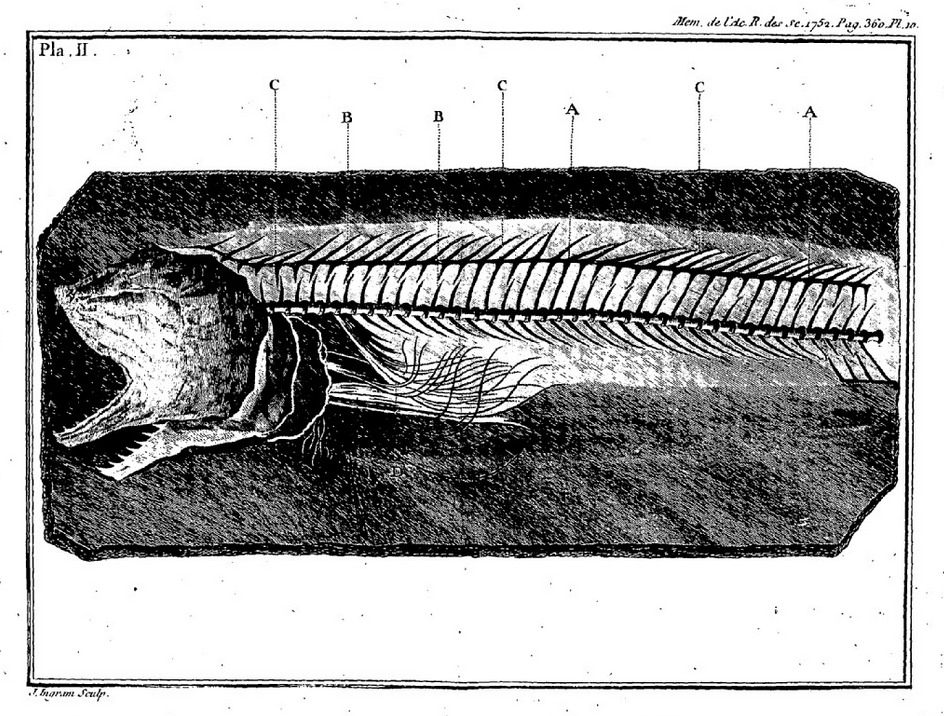
… Blattenberg, canton de Glaris, Suisse
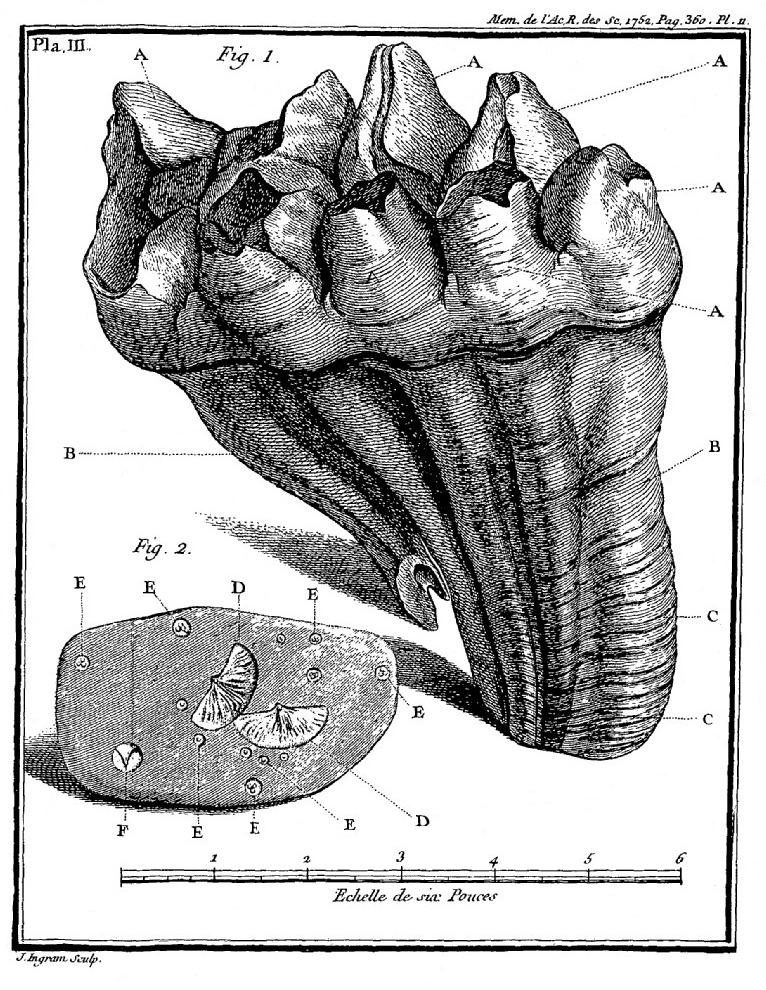
Dent fossile, Canada
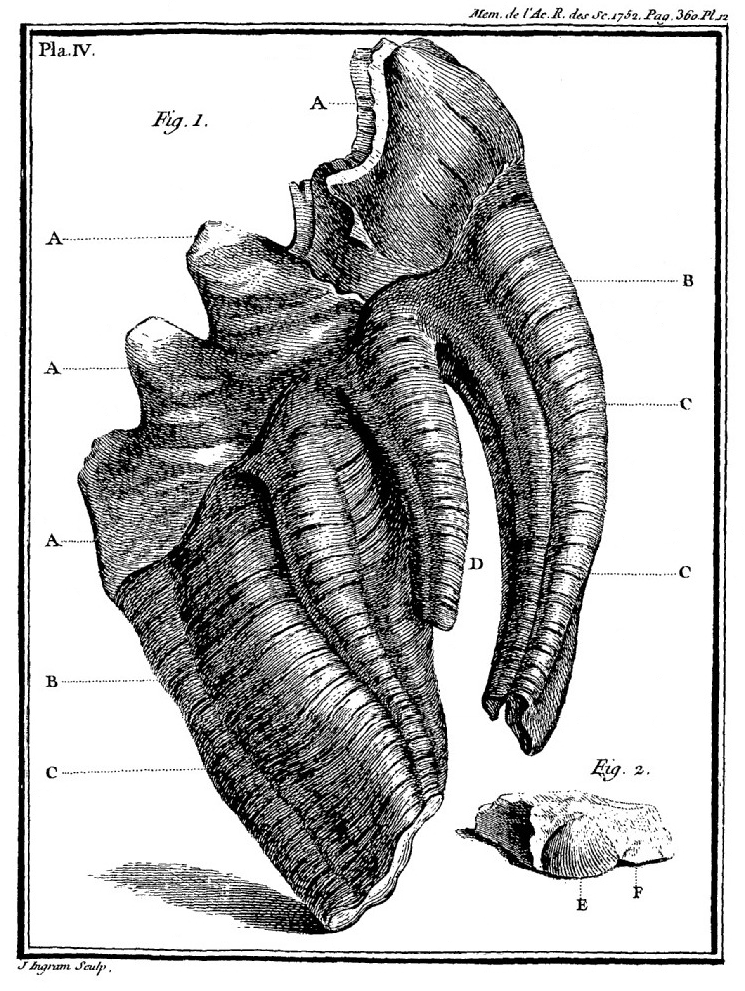
La même, vue opposée

- [1753] « Mémoire sur les poudingues », Mémoires de l'Académie royale des sciences,‎ 1753, p. 63-96 (lire en ligne).
- [1753] « Mémoire sur les poudingues » (2e partie), Mémoires de l'Académie royale des sciences,‎ 1753, p. 139-192 (lire en ligne).
- [1753] « Mémoire sur plusieurs morceaux d'Histoire Naturelle, tirés du Cabinet de S. A. S. M. le duc d'Orléans », Mémoires de l'Académie royale des sciences,‎ 1753, p. 369-400 (lire en ligne).
- [1754] « Mémoire où l'on examine en général le terreins, les pierres et les différents fossiles de la Champagne et de quelques enroits des provinces qui l'avoisinent », Mémoires de l'Académie royale des sciences,‎ 1754, p. 435-494 (lire en ligne).
- [1754] « Mémoire sur les stalactites » (1re partie. Complément correctif dans Histoire de l'Académie royale des sciences 1755), Mémoires de l'Académie royale des sciences,‎ 1754, p. 19-43 (lire en ligne).
- [1754] « Mémoire sur les stalactites » (2e partie. Complément correctif dans Histoire de l'Académie royale des sciences 1755), Mémoires de l'Académie royale des sciences,‎ 1754, p. 57-93 (lire en ligne).
- [1754] « Mémoire sur les stalactites » (3e partie. Complément correctif dans Histoire de l'Académie royale des sciences 1755), Mémoires de l'Académie royale des sciences,‎ 1754, p. 131-171 (lire en ligne).
- [1754] « Mémoire sur les stalactites » (lu le 22 décembre 1753. Complément correctif dans Histoire de l'Académie royale des sciences 1755), Mémoires de l'Académie royale des sciences,‎ 1754, p. 19-43 (lire en ligne).
- [1755] « Mémoire sur le tripoli », Histoire de l'Académie royale des sciences,‎ 1755, p. 177-193 (lire en ligne).
- [1756] « Description minéralogique des environs de Paris », Mémoires de l'Académie royale des sciences,‎ 1756, p. 217-258 (lire en ligne).
- [1758] « Mémoire sur plusieurs rivières de Normandie, qui entrent en terre & qui reparaissent ensuite, & sur quelques autres de la France », Mémoires de l'Académie royale des sciences,‎ 1758, p. 271-317 (présentation en ligne, lire en ligne).

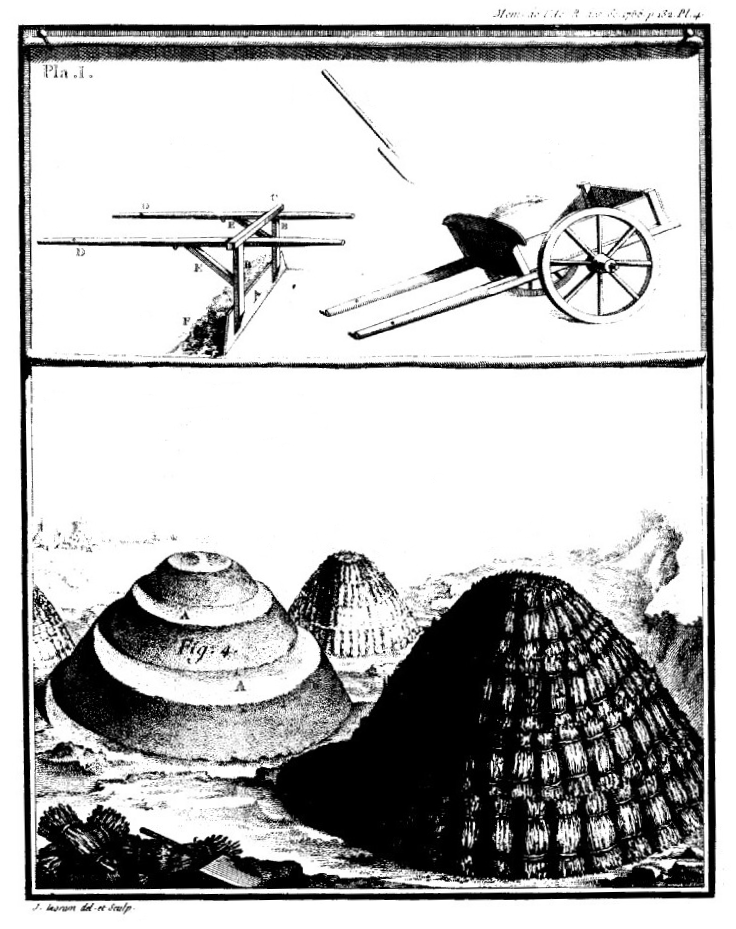
Description des salines de l'Avranchin en basse Normandie, 1758, pl. I

- [1758] « Mémoire sur la pierre meulière », Mémoires de l'Académie royale des sciences,‎ 1758, p. 203-236 (lire en ligne).
- [1758] « Description des salines de l'Avranchin en basse Normandie », Mémoires de l'Académie royale des sciences,‎ 1758, p. 99-118 (lire en ligne).
- [1759] « Mémoire sur la minéralogie de l'Auvergne », Mémoires de l'Académie royale des sciences,‎ 1759, p. 538-576 (lire en ligne).
- [1762] « Mémoire sur l'ocre » (lu en 1762), Histoire de l'Académie royale des sciences,‎ 1762, p. 53-73 (lire en ligne).
- [1763] « Mémoire sur une espèce de Pierres appelées Salières », Mémoires de l'Académie royale des sciences,‎ 1763, p. 65-84 (lire en ligne).
- [1763] « Observations minéralogiques en France et en Allemagne », Mémoires de l'Académie royale des sciences,‎ 1763, p. 137-166 (lire en ligne).
- [1764] « Mémoire sur la nature du terrain de la Pologne et des minéraux qu'il renferme. Première Partie », Mémoires de l'Académie royale des sciences,‎ 1764, p. 234-257 et 293-336.
- [1764] « Observations météorologiques faites à Varsovie pendant les années 1760, 1761 et 1762 », Mémoires de l'Académie royale des sciences,‎ 1764, p. 402-430.
- [1764] « Mémoire sur les mines de sel de Wieliczka en Pologne », Mémoires de l'Académie royale des sciences,‎ 1764, p. 493-516.
- [1763] « Observations minéralogiques en France et en Allemagne » (2e partie), Mémoires de l'Académie royale des sciences,‎ 1763, p. 193-228 (lire en ligne).
- [1765] Histoire de la découverte, faite en France, de matières semblables à celles dont la porcelaine de la Chine est composée (lu le 13 novembre 1765 à l'Académie royale des sciences), Paris, Imprimerie royale, 1765, 23 p. (lire en ligne).
- [Guettard & Lavoisier 1777 / 1781] Jean-Étienne Guettard et Antoine Laurent Lavoisier, « Description de deux mines de charbon de terre, situées au pied des montagnes de Voyes, l'une en Franche-Comté, l'autre en Alsace, avec quelques expériences sur le charbon qu'on en tire » (lu le 5 septembre 1777), Mémoires de l'Académie royale des sciences,‎ 1781, p. 435-441 (lire en ligne, consulté en mars 2022).
- [1779] Mémoires sur la minéralogie du Dauphiné (2 tomes, dont t. 1 et t. 2), Paris, impr. de Clousier, 1779 (réimpr. 1999, revue Le Règne minéral).
- [Guettard & Monnet 1780] Jean-Étienne Guettard et Antoine Monnet, Atlas et description minéralogiques de la France, entrepris par ordre du Roi (Première partie, contenant le Beauvoisis, la Picardie, le Boulonnois, la Flandre française, le Soissonnais, la Lorraine allemande, une partie de la Lorraine française, le pays Messin, et une partie de la Champagne), Paris, Didot l'aîné, 1780 (présentation en ligne, lire en ligne).
  - « Volume des planches de L'Atlas minéralogique de France », sur bibliotheque-virtuelle.clermont-universite.fr.Ouvrage également disponible « en ligne », sur docnum.unistra.fr.

- [1781] Carte minéralogique de France, où sont marqués les différents terrains principaux qui partagent ce royaume et les substances particulières qu'il renferme, 1781 (lire en ligne).
- « Mémoire sur la manière d'étudier la minéralogie », notes manuscrites (9 p.), sur bibliotheques.mnhn.fr, Musée national d'histoire naturelle (présentation en ligne).

### Zoologie
- [1749] « Description de deux espèces de nids singuliers faits par des chenilles » (année 1749 ; lu le 7 mars 1750), Mémoires de l'Académie royale des sciences,‎ 1749, p. 163-205 (lire en ligne).
- [1754] « Mémoire sur l'ostéocolle des environs d'Étampes », Mémoires de l'Académie royale des sciences,‎ 1754, p. 269-310 (lire en ligne).
- [1755 (1)] « Mémoire sur les encrinites et les pierres étoilées, dans lequel on traitera aussi des entroques etc », Mémoires de l'Académie royale des sciences,‎ 1755, p. 224-263 (dont 3 pl.) (présentation en ligne, lire en ligne).
- [1755 (2)] « Mémoire sur les encrinites et les pierres étoilées, dans lequel on traitera aussi des entroques etc » (2e partie), Mémoires de l'Académie royale des sciences,‎ 1755, p. 318-354 + 3 pl. (présentation en ligne, lire en ligne).

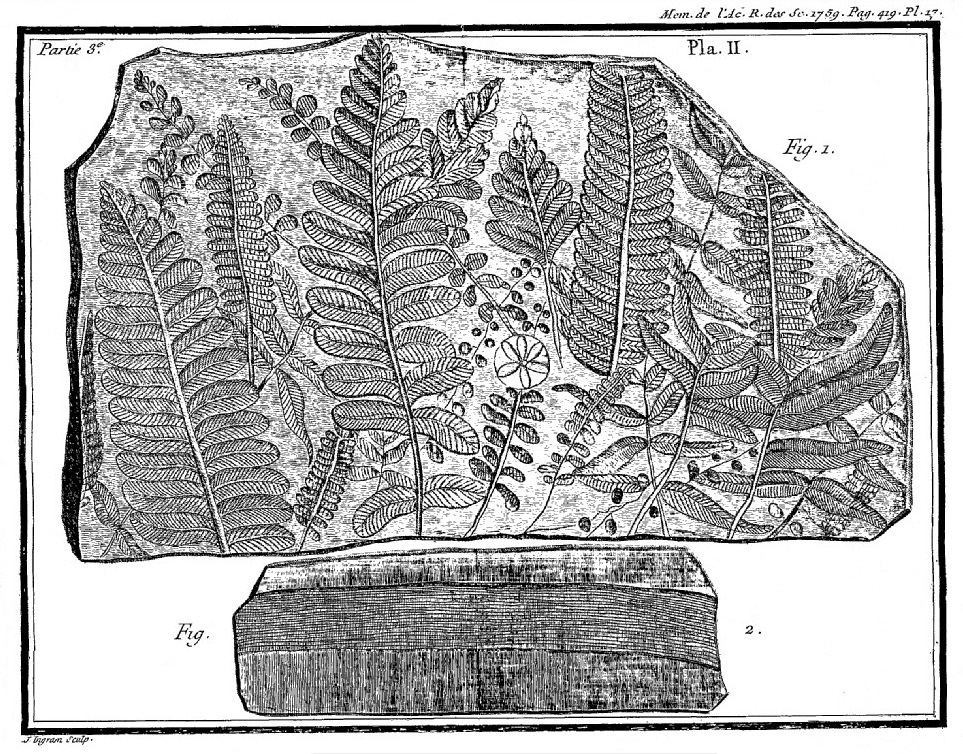
Empreintes de fougères, de capillaires sur schiste
(Sur les accidents des coquilles fossiles, 1759, 1e part., pl. 2)

- [1756] « Observations qui peuvent servir à forger quelques caractères de coquillages », Mémoires de l'Académie royale des sciences,‎ 1756, p. 145-183 (lire en ligne, consulté en mars 2022).
- [1759] « Mémoire sur les accidents des coquilles fossiles, comparés à ceux qui arrivent aux coquilles qu'on trouve maintenant dans la mer » (1re partie), Histoire de l'Académie royale des sciences,‎ 1759, p. 189-226 (lire en ligne).
- [1759] « Mémoire sur les accidents des coquilles fossiles, comparés à ceux qui arrivent aux coquilles qu'on trouve maintenant dans la mer » (2e partie), Histoire de l'Académie royale des sciences,‎ 1759, p. 329-357 (lire en ligne).
- [1759] « Mémoire sur les accidents des coquilles fossiles, comparés à ceux qui arrivent aux coquilles qu'on trouve maintenant dans la mer » (3e partie), Histoire de l'Académie royale des sciences,‎ 1759, p. 399-419 (lire en ligne).

### Autres
- [1768-1783] Mémoires sur différentes parties des sciences et arts (5 t., dont t. 1, 1768, 439 p. ; t. 2, 1770, 530 p. ; t. 3, 1770, 544 p. ; t. 4, 1783, 687 p. ; t. 5, 1783, 441 p.), Paris, libr. Laurent Prault, 1768-1783.
- [1786] Nouvelle collection de mémoires sur différentes parties intéressantes des sciences et arts (3 t., dont t. 1 ; t. 2 ; t. 3), Paris, libr. Lamy, 1786, 183 pl..
- Guettard écrit des notes explicatives pour l'Histoire naturelle de Pline l'Ancien[99].

## Hommages
- Carl von Linné (1707-1778) lui a dédié le genre Guettarda (en), de la tribu des Guettardeae (en) (famille des Rubiaceae).
- La guettardite, un sulfosel de plomb[100].
- (11942) Guettard, un astéroïde[1].
- Dorsum Guettard (en), un dorsum sur la Lune[101].
- Collège Jean-Étienne-Guettard à Étampes, académie de Versailles[102]